# Дихтелбах
Дихтелбах (њем. Dichtelbach) општина је у њемачкој савезној држави Рајна-Палатинат. Једно је од 134 општинска средишта округа Рајн-Хунсрик. Према процјени из 2010. у општини је живјело 736 становника. Посједује регионалну шифру (AGS) 7140027.

## Географски и демографски подаци
Дихтелбах се налази у савезној држави Рајна-Палатинат у округу Рајн-Хунсрик. Општина се налази на надморској висини од 403 метра. Површина општине износи 5,4 km². У самом мјесту је, према процјени из 2010. године, живјело 736 становника. Просјечна густина становништва износи 137 становника/km².